# Giovanni Antonio Amadeo

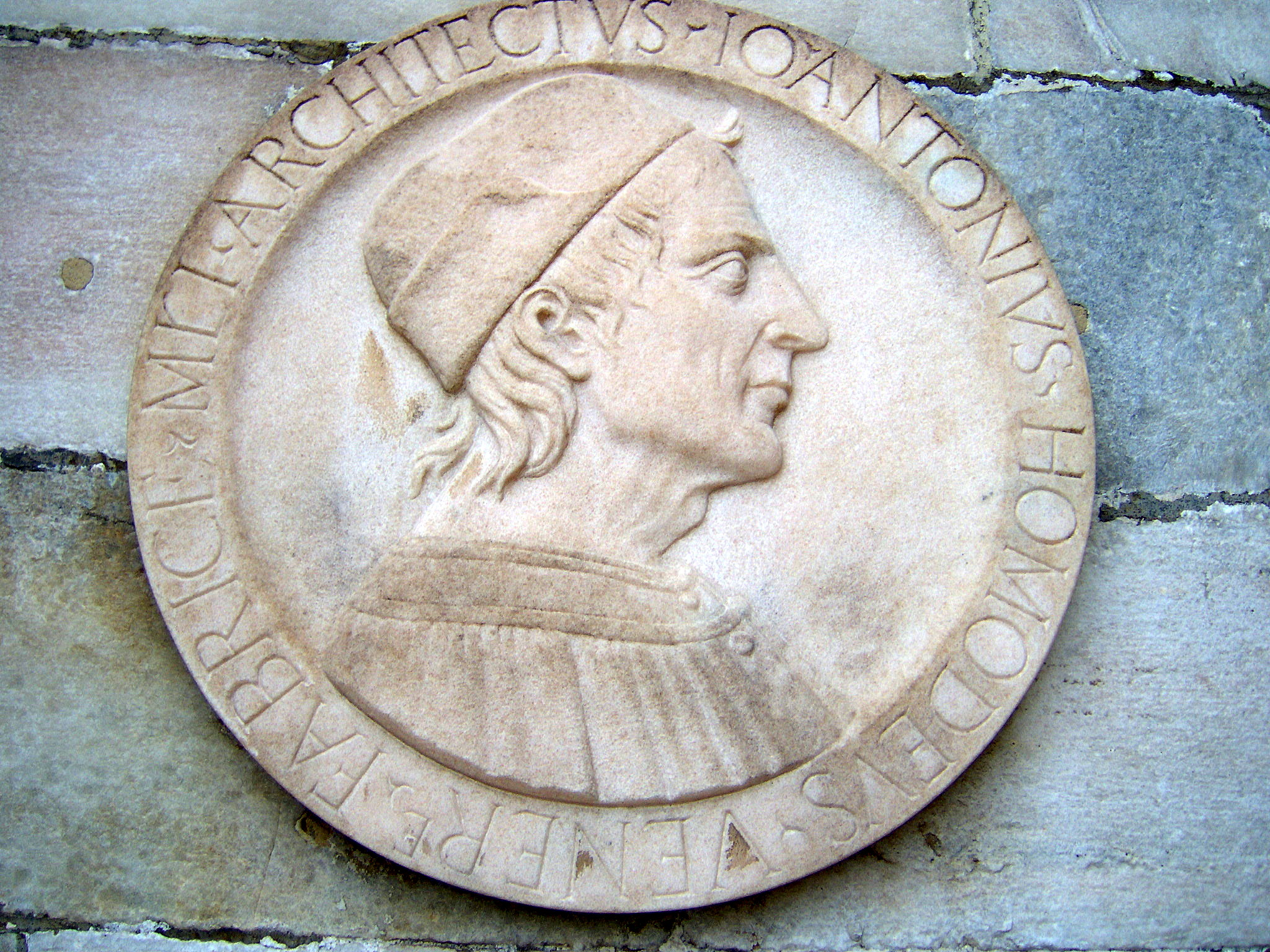
Giovanni Antonio Amadeo Relief am Amadeo-Turmspitze (Gugliotto Amadeo) der Mailänder Dom

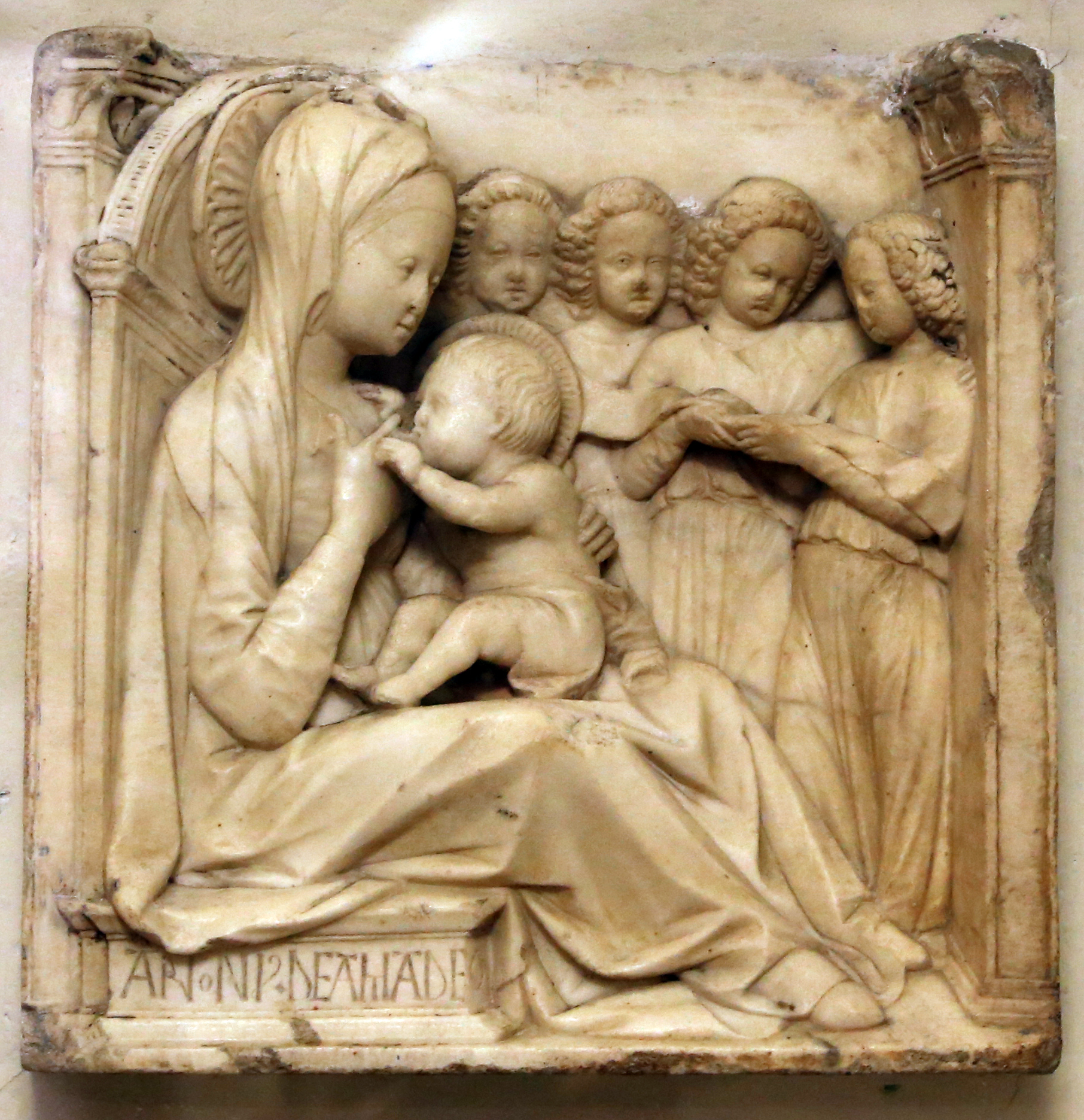
Madonna mit Kind und Engel, 1465–-70 ca., Museo dell’Arciconfraternita della Misericordia von Firenze, das erste signierte Werk des Künstlers

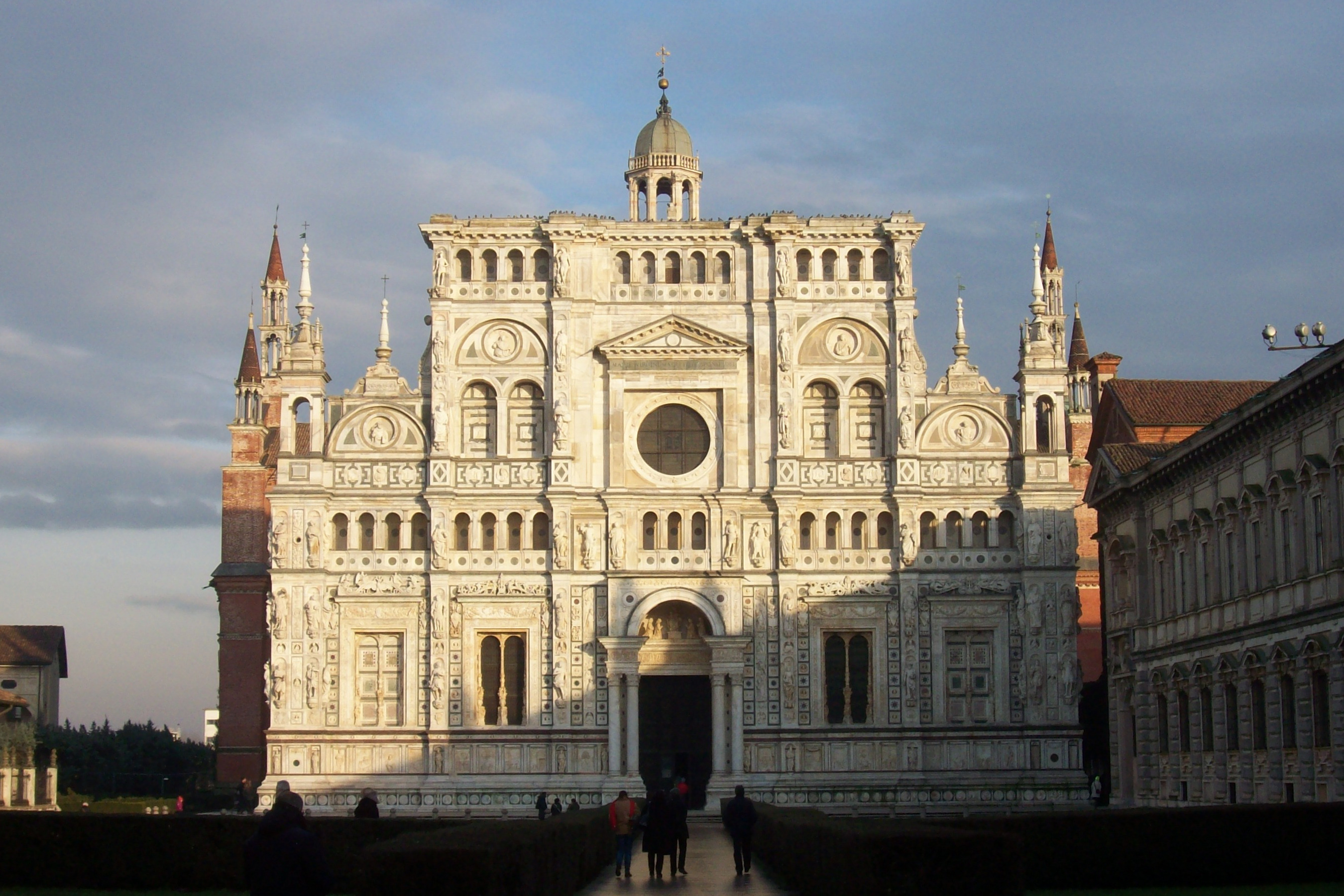
Kirchen-Fassade der Certosa di Pavia

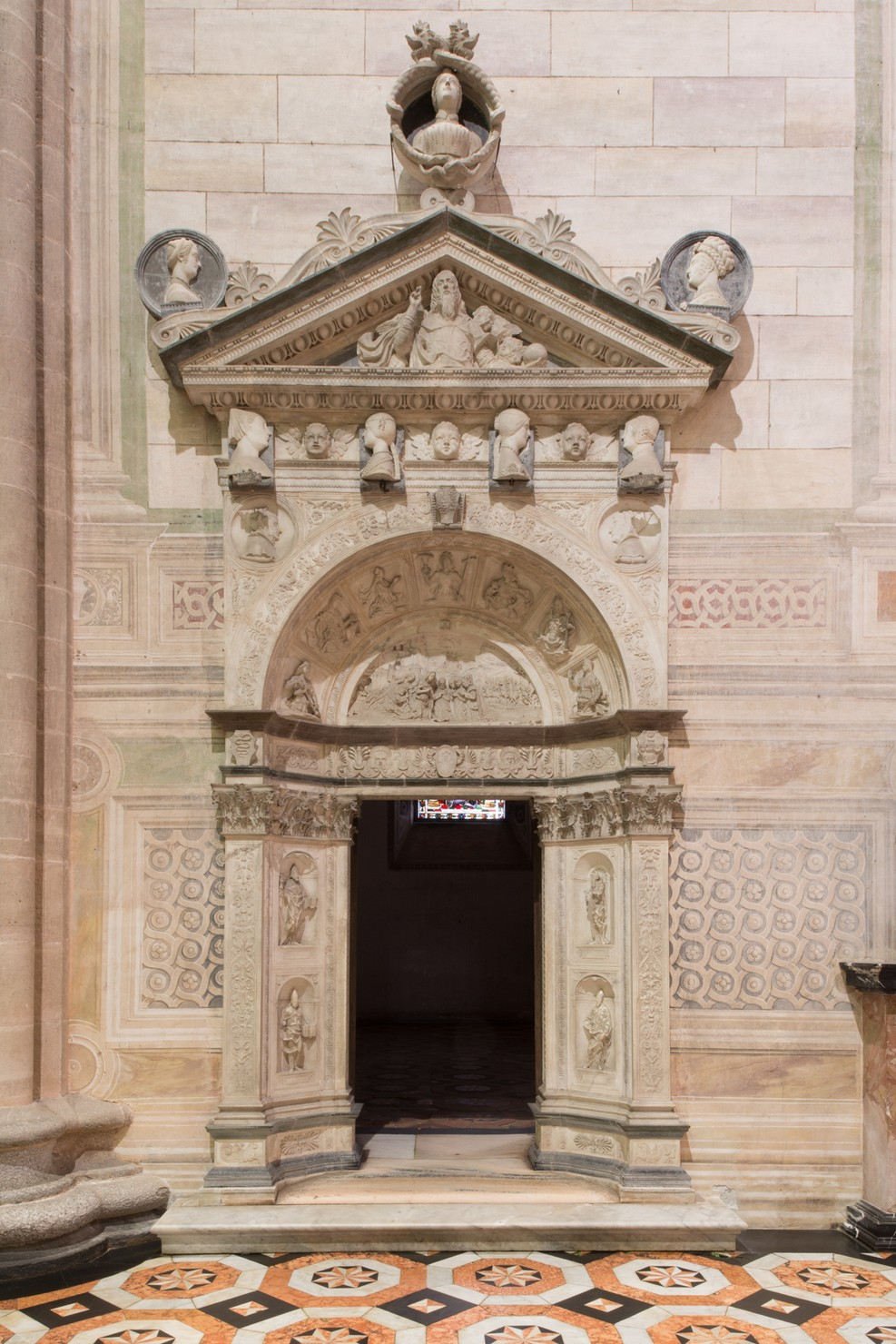
Certosa di Pavia, Lavabos Zimmertür

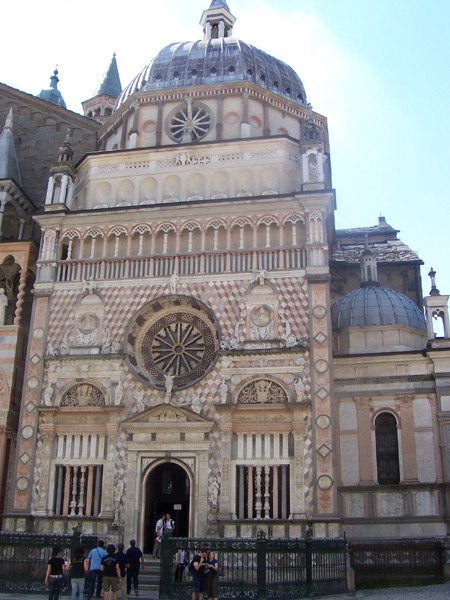
Colleonis Kapelle zu Bergamo

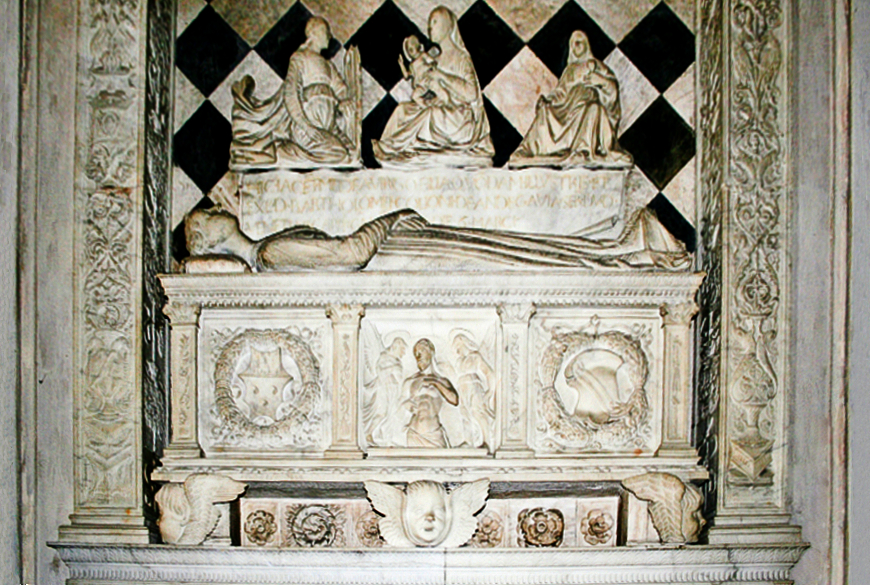
Medea Colleonis Grabmal

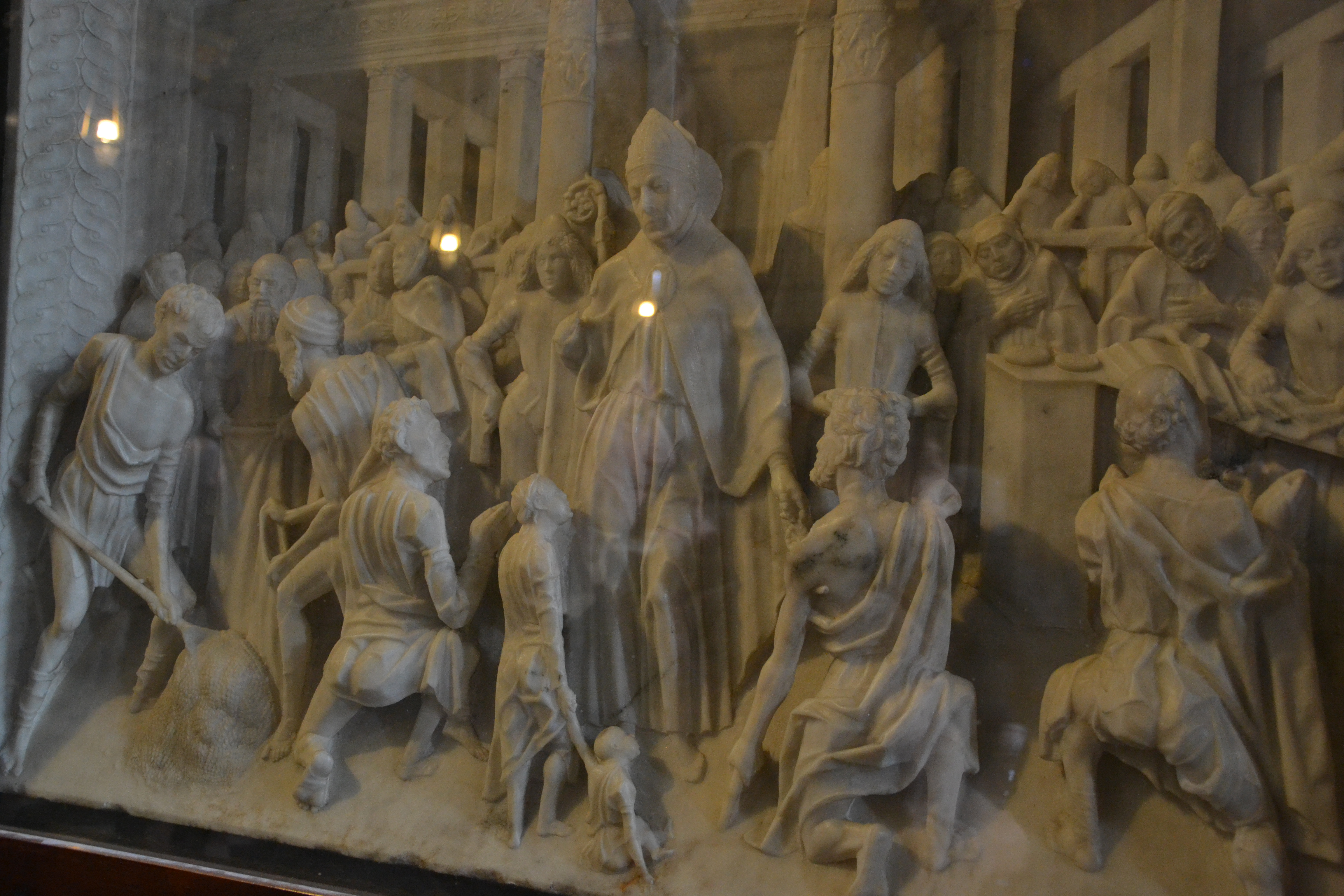
Dom zu Crema, Almosen des Heiligen Imerio

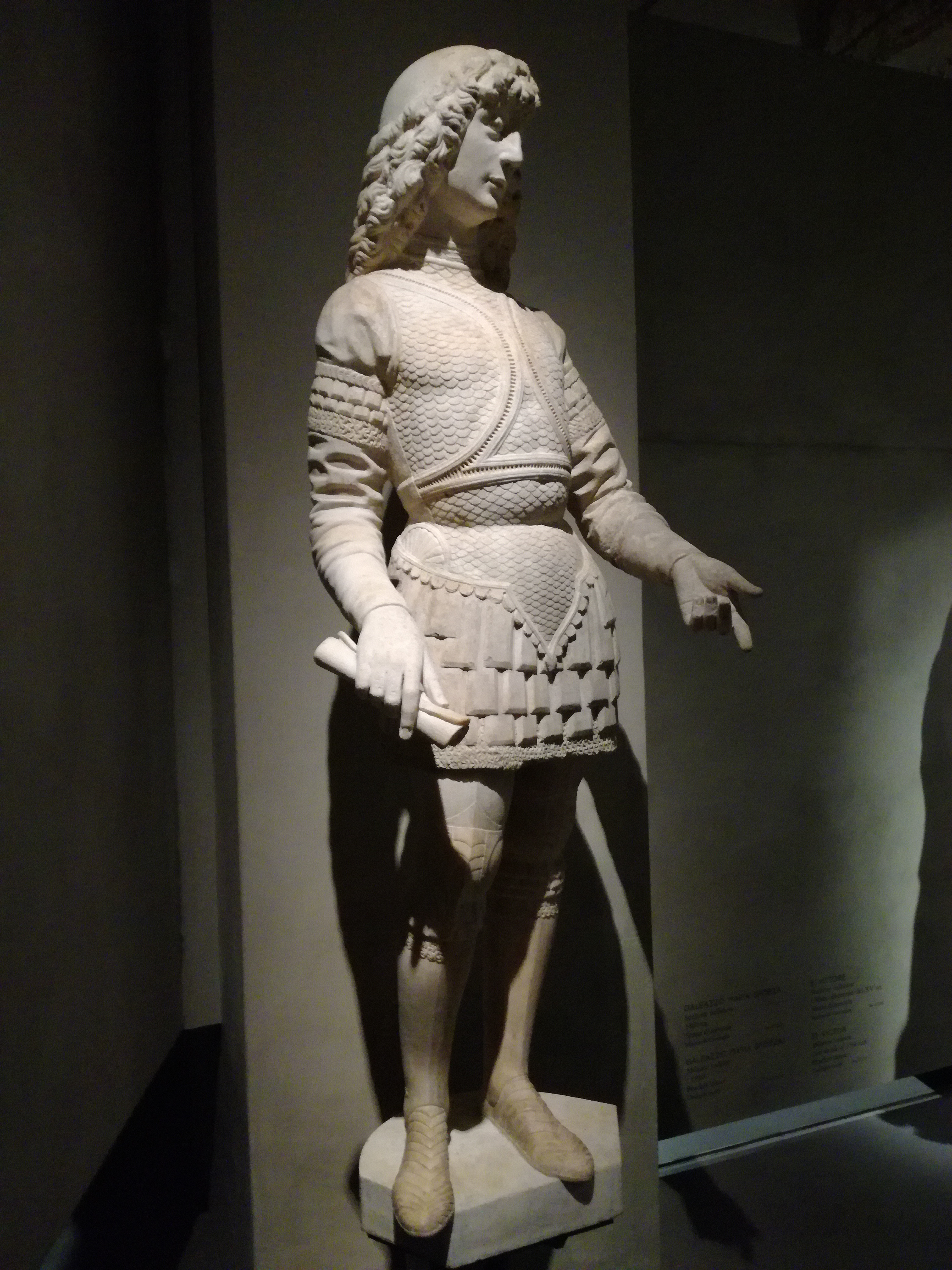
Statue des Galeazzo Maria Sforza

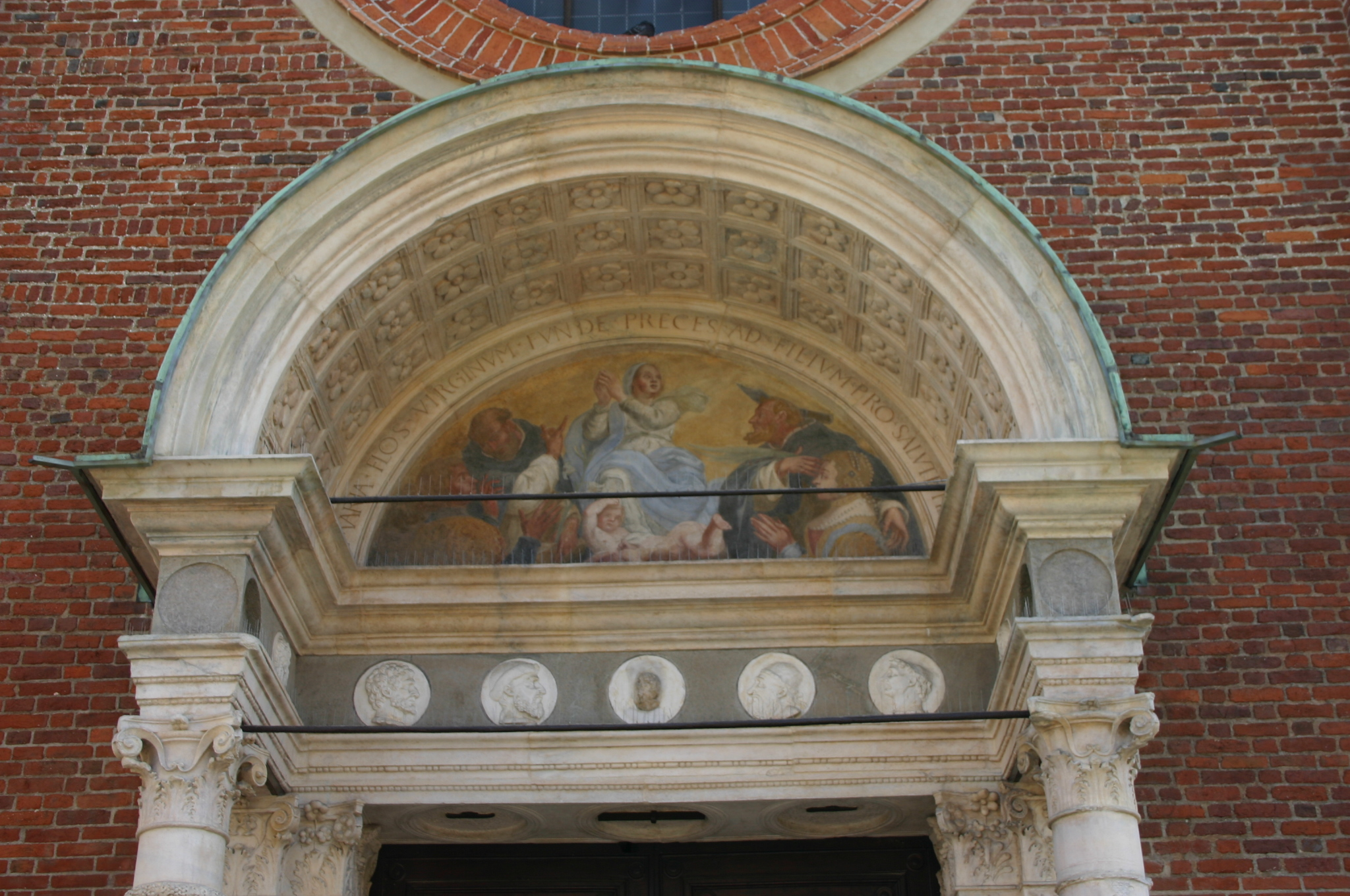
Portal der Kirche Santa Maria delle Grazie zu Mailand

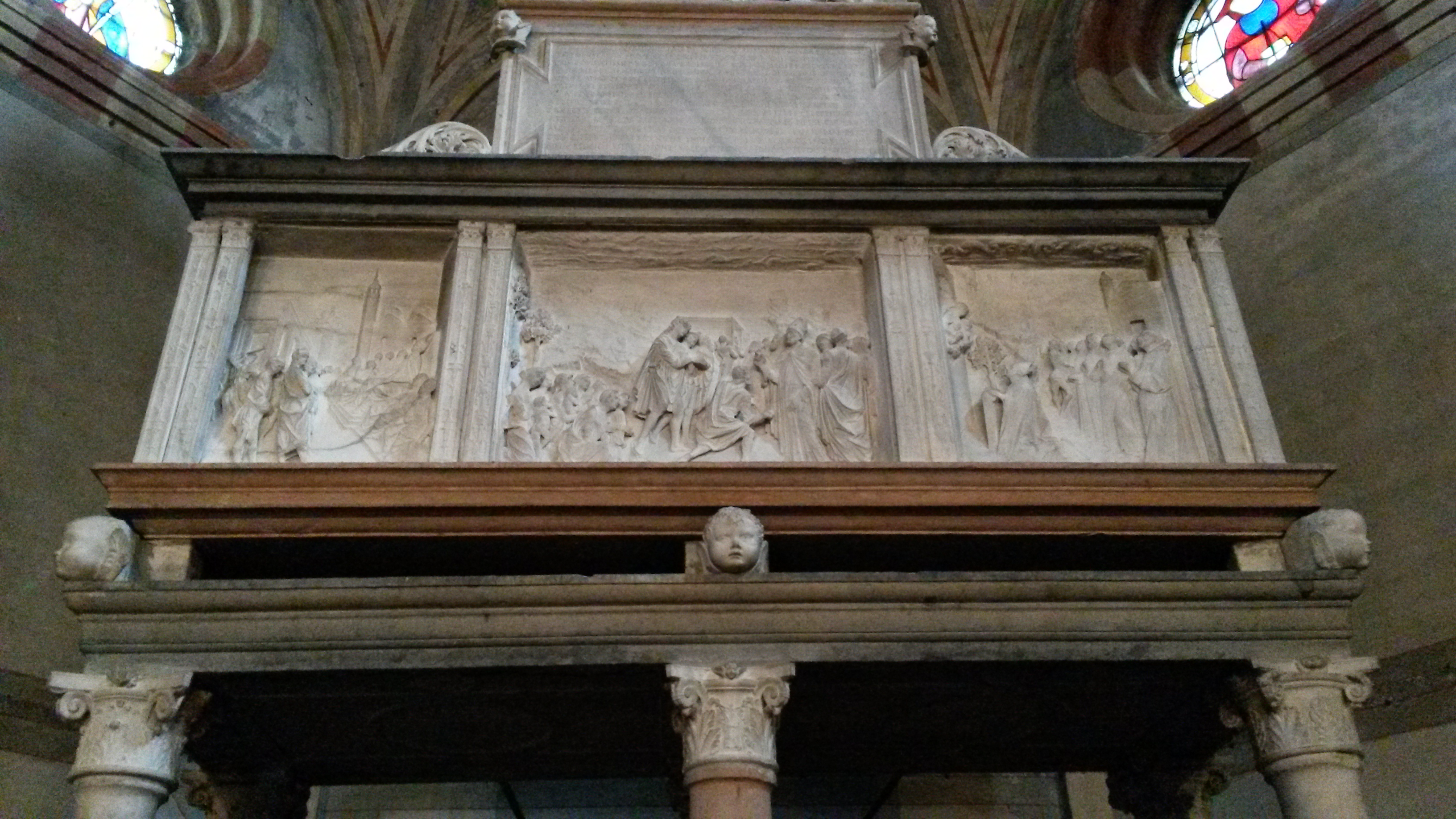
Romanisches Kloster von San Lanfranco (Pavia), Grabdenkmal des Heiligen Lanfranco

Giovanni Antonio Amadeo (* 1447 in Pavia; † 27. August 1522 in Mailand, heimatberechtigt in Lugano) war ein italienisch-schweizerischer Bildhauer, Architekt und Ingenieur der Renaissance.

## Biographie
Geboren im Kirchspiel San Lorenzo als Sohn von Luigi Amadeo aus Lugano und Giovannina Griglio, lebte er späterhin abwechselnd in Mailand, in Torre del Mangano, Fraktion der Gemeinde Certosa di Pavia, und Binasco bei Pavia. Seine erste Braut war Tochter des Architekten Guiniforte Solari aus Carona TI. Im Alter von zwölf Jahren, im Jahr 1460, begann er seine Lehre in der angesehenen Werkstatt des Francesco Solari, die damals mit dem Bau des Kartäuserklosters beschäftigt war, aber in Bezug auf Werke des spätgotischen Geschmacks noch im Rückstand war. Zu den ersten Zeugnissen seines bildhauerischen Könnens gehört die Madonna del Certosino aus polychromer Terrakotta, die er für das Kartäuserkloster von Pavia schuf und die sich heute im Castello Sforzesco befindet, während sein erstes signiertes Werk die Madonna mit Kind und Engeln ist, die sich heute im Museum der Arciconfraternita della Misericordia in Florenz befindet. Als Meisterwerk seiner frühen Jahre gilt das für den Kreuzgang geschaffene Portal, das von der Lünette mit der thronenden Madonna mit Kind zwischen Engeln und Kartäusern überragt wird, ebenfalls signiert.
Giovanni Antonio Amadeo war an der Übernahme der toskanischen Renaissance in die Lombardei, wo er sich überwiegend betätigte, beteiligt. Trotz seines jungen Alters erhielt er 1470 den prestigeträchtigen Auftrag des Condottieres Bartolomeo Colleoni, dessen Grabkapelle, die von Guiniforte und Francesco Solari begonnene Colleoni-Kapelle in Bergamo, zu vollenden. Von 1470 bis 1475 war Amadeo für den Bau der Fassade verantwortlich, die mit polychromen Verzierungen und verschiedenen Skulpturen im antiken Stil, einigen Medaillons, kleinen Säulen, Büsten, Hochreliefs mit Geschichten aus dem Alten Testament und den Arbeiten des Herakles, die auf das humanistische Thema der Tugend des Condottiere anspielen, versehen ist. Beeinflusst von dem Florentiner Architekt Antonio Filarete, der zu dieser Zeit im Herzogtum Mailand tätig war, stellt er Motive, die von römischen Triumphbögen abgeleitet sind, Unstimmigkeiten mit klassischen Kanons gegenüber und zeigt so eine persönliche Umarbeitung antiker Modelle. Auf das antike Rom verweisen auch die über den Fenstern angebrachten Büsten von Julius Cäsar und Trajan, deren Figuren im Mittelalter Stärke bzw. Gerechtigkeit symbolisierten. Die Statuen mit weiblichen Figuren, die im antiken Stil gekleidet sind und Tugenden darstellen, werden von vielen als signiert angesehen, aber im Laufe der Zeit haben sie die Attribute verloren, die ihre Identifizierung ermöglichten, ebenso wie die Statue eines Mannes zu den Waffen über der zentralen Rosette, ein wahrscheinliches Porträt von Colleoni selbst als Domitor Fortunae (Glücksbringer), da er über der Rosette stehend dargestellt ist, die in der mittelalterlichen Ikonographie oft ein Symbol für das Glücksrad ist. Kritiker stellen in ihnen Einflüsse von Donatello und Agostino di Duccio fest.
Das Grabmal des Condottiere, bestehend aus zwei übereinanderliegenden Sarkophagen, die von der hölzernen Statue des Condottiere dominiert werden, wurde in Zusammenarbeit mit anderen Künstlern realisiert. Amadeo schuf die Hochreliefs des unteren Sarkophags mit Szenen aus der Passion, dem Tod und der Auferstehung Christi, wahrscheinlich in Zusammenarbeit mit ihrem Schwiegersohn Lazzaro Palazzi, und des kleineren oberen Sarkophags mit Episoden aus der Geburt Jesu sowie sieben Statuen der Tugenden und der drei meditierenden Condottieri, die in der Grabskulptur noch nie da waren. Amadeo entwarf auch das Denkmal für Medea Colleoni, die 15-jährige Tochter des 1470 verstorbenen Condottiere, für die Kirche Santa Maria della Basella in Urgnano, das im 19. Jahrhundert neben dem Mausoleum ihres Vaters aufgestellt wurde. Der Sarkophag mit der Unterschrift JOVANES ANTONIUS DE AMADEIS FECIT HOC OPUS wird von der liegenden Figur des Verstorbenen überragt. Darüber steht in klassischen Großbuchstaben die Inschrift, die den Verstorbenen identifiziert. Die architektonische Umrahmung mit kandelabergeschmückten Pilastern erinnert an die Grabmäler, die Mitte des 15. Jahrhunderts von Bernardo Rossellino und Desiderio da Settignano in Florenz errichtet wurden.
Dank seines hohen Bekanntheitsgrades wurde Amadeo von Herzog Galeazzo Maria Sforza beauftragt, mehrere Jahre lang an der Certosa in Pavia zu arbeiten und damit einen Auftrag zu übernehmen, der bereits den Brüdern Cristoforo und Antonio Mantegazza übertragen worden war. Um den schweren Auftrag zu bewältigen, geht er eine Partnerschaft mit dem Bildhauer Giovanni Antonio Piatti ein, seinem Zeitgenossen, der in diesen Jahren an zahlreichen Werken Amadeos mitwirkt. In der Zeit von 1473 bis 1476 schuf Amadeo die Hälfte der Flachreliefs auf der rechten Seite der Fassade. Im Jahr 1480 vollendete und unterzeichnete er die bereits von Piatti begonnene Arche der persischen Märtyrer im Olivetanerkloster in Cremona (von der vier Hochreliefs aus Marmor im Dom von Cremona erhalten sind, datiert 1484). Auch in Cremona werden ihm zwei Statuen der Gerechtigkeit und der Mäßigung zugeschrieben, während sich zwei Hochreliefs in der Galleria Nationale in Parma befinden. Im Jahr 1485 arbeitete er zusammen mit seinem Schwager Pietro Antonio Solari an einigen Werken für das Ospedale Maggiore in Mailand, ein Projekt, dessen Direktor er zehn Jahre später wurde.
Amadeo arbeitete auch am Bau des Mailänder Doms mit und zusammen mit Donato Bramante an der Fassade von Santa Maria presso San Satiro in Mailand, von der allerdings nur der Sockel erhalten blieb, der später im 19. Im Jahr 1488 erhielt Amadeo von Kardinal Ascanio Sforza den Auftrag, die Arbeiten am neuen Dom von Pavia zu leiten, wobei er erneut mit Bramante zusammenarbeitete, der jedoch nur eine untergeordnete Rolle spielte. In dieser Zeit war er auch als Ingenieur des Herzogs Ludovico il Moro tätig und entwarf die Befestigungsanlagen von Chiavenna und Piattamala, reparierte Straßen und Brücken im Veltlin und führte im 16. Im Jahr 1489 schuf er die große Arche von San Lanfranco Beccari für die Kirche San Lanfranco in Pavia. Für Ludovico schuf er auch eine Loggia im Herzogspalast in Vigevano sowie einige Statuen für den Mailänder Dom. Ab 1490 leitete er die Arbeiten am Mailänder Dom, für den er zusammen mit Giovanni Giacomo Dolcebono, dem Nachfolger von Johannes Nexemperger aus Graz, den Auftrag zum Bau des Tiburiums erhielt.
Ab 1495 leitete er die Arbeiten an der Kirche Santa Maria presso San Celso in Mailand. In dieser Zeit entstand auch der Entwurf für den Terrakotta-Palazzo Bottigella in Pavia, von dem noch der Innenhof erhalten ist. Zu seinen letzten Aufträgen gehörte der Bau des Tiburiums der Wallfahrtskirche Beata Vergine dei Miracoli in Saronno im Jahr 1505, bei dem er die Loggia auf sechzehn Seiten mit Paaren von zweibogigen Fenstern verzierte. Im 16. Jahrhundert entwarf Amadeo die Kirche Santa Maria di Canepanova und die Basilika des Santissimo Salvatore in Pavia. Im Jahr 1501 schuf er die Reliefs Geschichten der Kartäuser und Leben des Heiligen Bruno für die Kartause von Pavia. Im Jahr 1982 wurde festgestellt, dass die Kirche Santa Maria alla Fontana in Mailand, die viele Jahre lang am Leonardo da Vinci zugeschrieben wurde, von Amadeo im Gegenteil entworfen wurde. Im Jahr 1508 legte er ein Modell für die Turmspitze des Mailänder Doms vor, das zwar nicht realisiert wurde, doch errichtete er die Turmspitze, die seinen Namen trägt, mit einem Terrakotta-Rondell mit seinem Bildnis.
Amadeo wird die Fassade der Kathedrale von Lugano zugeschrieben, die als ein Meisterwerk der Renaissance-Architektur gilt. Er starb 1522 in Mailand.
Eine nach Giovanni Antonio Amadeo benannte Straße befindet sich in Mailand.

## Hauptwerke
- Die Verbindungstür des Chiostro piccolo der Certosa di Pavia
- Die Cappella Colleoni in Bergamo
- Das Grabmal der Medea Colleoni
- Das Grabmal von Bartolomeo Colleoni
- Die Terrakotta-Dekorationen des Cortiletto von San Lanfranco in Pavia
- Die Gräber der hl. Märtyrer Marius Marha, Audifax und Habakuk in der Kathedrale zu Cremona
- Die bildhauerische Ausschmückung des Grabmals von Sant’Arialdo in Cremona
- Die dekorative Skulpturen im Haupthof der Ospedale maggiore (Ca’ Granda) zu Mailand
- Die Bauerrichtung der Kirche Santa Maria presso San Satiro in Mailand
- Die Ausschmückung der Kirchen-Fassade der Santa Maria dei Miracoli zu Brescia
- Die bildhauerische Ausschmückung der Kirchen-Fassade der Certosa di Pavia (1492)
- Das Grabmal des Martino Salimbene in der Krypta der Kirche San Michele Maggiore zu Pavia
- Der Hof del Palazzo Bottigella (Rossi) in Pavia
- Die Bauerrichtung der Kirche Santa Maria di Canepanova zu Pavia
- Die Bauerrichtung des Dom von Pavia (1489/1500)
- Die Kuppelbekrönung des Mailänders Domes (1492/1500)
- Das Grabmal für Giovanni und Vitaliano Borromeo in der Schlosskapelle an der Isola Bella (Lago Maggiore)
- Die Wallfahrtskirche Santa Maria alla Fontana zu Mailand
- Der Sarkophag des Heiligen Lanfranco Beccari (1498)
- Die Kuppelbekrönung des Tempio Civico della Beata Vergine Incoronata zu Lodi (1513)
- Die Kuppelbekrönung der Wallfahrtskirche Beata Vergine dei Miracoli zu Saronno (1505)
- Der Projekt der bildhauerische Ausschmückung der Renaissance-Fassade der Kathedrale San Lorenzo (Lugano) (1516), realisiert von seiner Schüler Pace Gaggini aus Bissone

## Ehrungen
In Mailand wurde die Via Giovanni Antonio Amadeo nach ihm benannt.